# مات مالوني
مات مالوني (بالإنجليزية: Matt Maloney)‏ مواليد 6 ديسمبر 1971 في ماريلند، هو لاعب كرة سلة أمريكي سابق. بدأ مسيرته الاحترافية في سنة 1995. يبلغ طوله 6 قدم 3 بوصة (1.9 م). اعتزل اللعب في 2003.

## المسيرة الاحترافية
لعب مع هيوستن روكتس من سنة 1996 إلى 1999، ثم لعب مع شيكاغو بولز في سنة 2000، ثم لعب مع أتلانتا هوكس من سنة 2000 إلى 2003.

## روابط خارجية
- مات مالوني على موقع إن بي أي (الإنجليزية)
- مات مالوني على موقع سبورتس رفرنس (الإنجليزية)
- مات مالوني على موقع كرة السلة الأوروبية.كوم (الإنجليزية)
- مات مالوني على موقع كلية كرة السلة في سبورتس رفرنس.كوم (الإنجليزية)
- مات مالوني على موقع ريلجم (الإنجليزية)
- مات مالوني على موقع بروبوليرز (الإنجليزية)